# Anna Wieczur-Bluszcz
Anna Wieczur-Bluszcz (ur. 1974 w Wałbrzychu) – polska reżyserka teatralna, filmowa i radiowa, scenarzystka, coach. Absolwentka PWST w Krakowie, Mistrzowskiej Szkoły Reżyserii Filmowej Andrzeja Wajdy, Podyplomowych Studiów Marketingu Kultury w Instytucie Stosunków Międzynarodowych UW oraz Podyplomowych Studiów Coachingu w SWPS w Warszawie.

## Życiorys
W 1998 ukończyła studia na PWST w Krakowie i w Mistrzowskiej Szkole Reżyserii Filmowej Andrzeja Wajdy.
Od 1999 do 2007 była związana z Teatrem im. H. Modrzejewskiej w Legnicy. Jako reżyserka teatralna zadebiutowała w 2001 sztuką O stale obecnych na podstawie wierszy ks. J. Twardowskiego dla Teatru Małych Form w Londynie. 
Jej debiut filmowy pt. Być jak Kazimierz Deyna otrzymał m.in. nagrodę Wielkiego Jantara oraz Jantara za zdjęcia i rolę kobiecą na festiwalu „Młodzi i Film” w Koszalinie.
W 2018 zadebiutowała jako reżyser operowy realizacją Kandyda L. Bernsteina w Operze Bałtyckiej w Gdańsku.

## Życie prywatne
Jest żoną  polskiego aktora teatralnego, filmowego i telewizyjnego Przemysława Bluszcza, z którym ma dwóch synów Borysa (ur. 1997) i Iwa (ur. 2000).

## Wybrana filmografia

### Reżyseria
- Baby boom, czyli kogel-mogel 5 (2024)
- Uwierz w Mikołaja (2023)
- Apollo z Bellac (2022), spektakl tv
- Koniec Świata, czyli kogel-mogel 4 (2022)
- List z tamtego świata (2018), spektakl tv
- Na dobre i na złe (2015, 2018)
- Żabusia (2018), spektakl tv
- M jak miłość (2017)
- Krzywy domek (2016), spektakl tv
- Być jak Kazimierz Deyna (2012)

### Scenariusz
- Apollo z Bellac (2022), spektakl tv
- List z tamtego świata (2018), spektakl tv
- Żabusia (2018), spektakl tv
- Być jak Kazimierz Deyna (2012)
- Krzywy domek (2016), spektakl tv

### Obsada aktorska
- Wschody i zachody miasta (2005)

## Wybrane nagrody
- 2012: Koszaliński Festiwal Debiutów Filmowych „Młodzi i Film” - Grand Prix „Wielki Jantar” za Być jak Kazimierz Deyna[4]
- 2012: Festiwal Teatru Polskiego Radia i Teatru Telewizji Polskiej „Dwa Teatry” - nagroda za reżyserię słuchowiska Mizantrop
- 2013: Ogólnopolski Festiwal Filmów Komediowych w Lubomierzu - Złoty Granat za Być jak Kazimierz Deyna
- 2015: Festiwal Teatru Polskiego Radia i Teatru Telewizji Polskiej „Dwa Teatry” - nagroda za reżyserię słuchowiska Podróż na księżyc
- 2016: Festiwal Teatru Polskiego Radia i Teatru Telewizji Polskiej „Dwa Teatry” - nagroda za słuchowisko dla dzieci i młodzieży za Tam, gdzie mieszka cisza
- 2017: Festiwal Teatru Polskiego Radia i Teatru Telewizji Polskiej „Dwa Teatry” - nagroda za reżyserię słuchowiska Lento Rubato
- 2018: Festiwal Teatru Polskiego Radia i Teatru Telewizji Polskiej „Dwa Teatry” - nagroda za słuchowisko dla dzieci i młodzieży za Piotruś Pan. Nibylandia
- 2022: Festiwal Teatru Polskiego Radia i Teatru Telewizji Polskiej „Dwa Teatry” - Nagroda Publiczności za spektakl telewizyjny Misja Lolka Skarpetczaka
- 2023: Festiwal Kultury Narodowej „Pamięć i Tożsamość” - Złoty Ryngraf w kategorii: Polak mały za spektakl telewizyjny Misja Lolka Skarpetczaka